# Anders Andersson (nogometaš)
Anders Andersson, švedski nogometaš, * 15. marec 1974, Tomelilla, Švedska.
Andersson je odigral 27 tekem za švedsko nogometno reprezentanco in dosegel tri gole.